# Death industriel
Le death industriel, aussi appelé death indus, doom industrial ou cold meat, est un genre de musique électronique et industrielle, sous-genre du dark ambient, très bruitiste, caractérisé par une atmosphère dense, faite de drones minimalistes, de boucles harsh et des voix hurlées ou distordues.

## Histoire

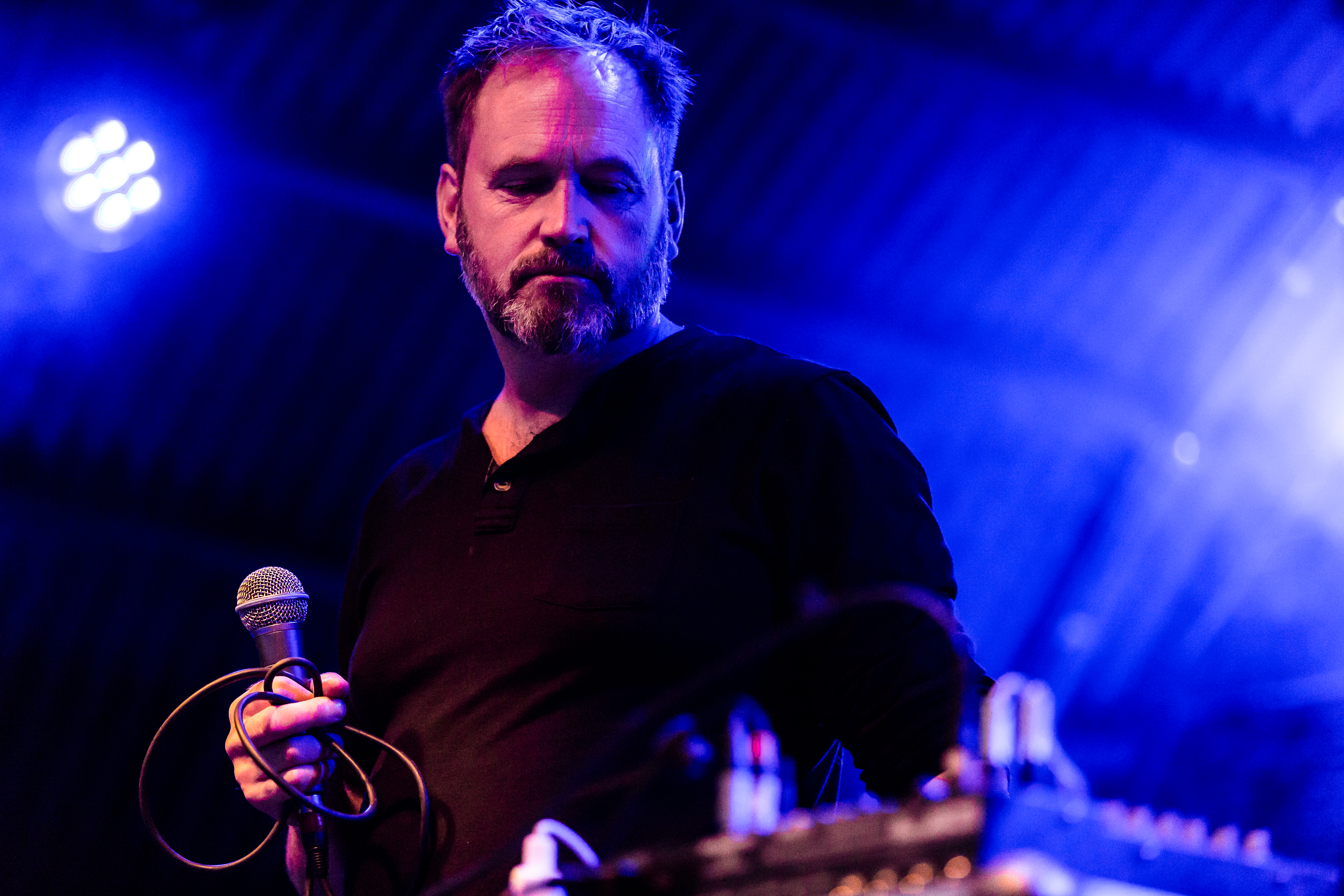
Brighter Death Now;, groupe initiateur du genre, lors de la Nocturnal Culture Night en 2018.

À la fin des années 1980 et au début des années 1990, la plupart des nouveaux groupes et artistes encore inconnus fusionnent des éléments et des idées de l'industriel avec des facettes de style issues de la scène gothique. Marcus Stiglegger compte parmi eux le death industrial, né autour du label Cold Meat Industry. Cette appellation est d'abord introduite par Roger Karmanik pour son projet Brighter Death Now, avant d'être étendue à d'autres interprètes du label Cold Meat Industry dirigé par Karmanik, comme In Slaughter Natives, Maschinenzimmer 412 et Megaptera. Le label devient rapidement « l'un des plus importants labels de la scène post-industrielle et dark ambient ». Outre les publications de Brighter Death Now, la musique de Megaptera est considérée comme une contribution importante à la diffusion du terme ainsi qu'au succès du label et du genre. Cette dernière aurait « joué un rôle déterminant » dans le fait que Karmanik ait « également appliqué le terme à d'autres projets » de son label. Le style caractéristique de Cold Meat Industry qui en résulte est rapidement repris par d'autres artistes qui n'étaient pas sous contrat avec le label suédois. De tels interprètes ont néanmoins été associés au label dans leur réception. Par la suite, des termes tels que CMI-klang, death industrial et doom industrial sont rapidement utilisés indépendamment du label,.
Des entreprises telles que le label discographique américain Malignant Records, le label allemand Raubbau ou le label suédois Beläten sont devenues populaires pour des sorties attribuées au genre, même après la dissolution de Cold Meat Industry, et ont maintenu le death industrial actif,. En outre, des labels de metal extrême s'efforcent parfois de promouvoir le genre. Cependant, tous les labels n'ont pas réussi à trouver un écho dans la scène metal. Ainsi, les publications de Goatpsalm et Black Depths Grey Waves, éditées par Aesthetic Death Records, n'ont pas convaincu les critiques de la presse metal. Ces derniers ont jugé la musique comme étant incompréhensiblement péjorative,.
En raison des possibilités limitées d'expression musicale et de la radicalité du son, le death industrial est resté un phénomène de niche, même par rapport aux autres variantes stylistiques du post-industriel.

## Caractéristiques
Stiglegger décrit le death industrial comme un exemple de mélange de « musique gothique et industrielle, qui a donné naissance à [...] différents phénomènes ». Dans le cas du death industrial, cette association donne naissance à une forme sombre et traînante de post-industriel avec un « son résolument apocalyptique ».
Le style présente des parallèles notables avec le power electronics, mais s'en distingue par un tempo réduit et l'accent mis sur un son global apocalyptique et atmosphérique. Le genre se caractérise par un « son de catacombes », « des beats lents et saccadés sur des sons d'ambiance claustrophobes » tels que la distorsion, l'écho, la réverbération ou le delay,. Les samples les plus utilisés sont des voix, des bruits de machines, des cloches et des chants sacrés,,.
Très tôt, les interprètes associés au genre élargissent leur style et mêlent les caractéristiques du death industrial avec d'autres moyens musicaux, tout comme le style est repris par des interprètes d'autres styles musicaux pour élargir leur propre image sonore. C'est ainsi qu'Ordo Rosarius Equilibrio joue du death industrial avec du néofolk, Maschinenzimmer 412, Abruptum et Goatpsalm avec du black metal et The Austrasian Goat avec du funeral doom. En particulier, l'hybridation avec le black metal, initiée par Maschinenzimmer 412, est saluée et forcée par les deux parties du développement.

## Groupes et artistes
- Analfabetism
- Archon Satani (de)
- Atrabilis Sunrise (de)
- Atrax Morgue (de)
- Black Depths Grey Waves
- Brighter Death Now
- Clavicvla (de)
- Goatpsalm
- In Slaughter Natives (de)
- Kranivm (de)
- Maschinenzimmer 412 (de)
- Megaptera (de)
- Melek-Tha (de)
- Negru Voda (de)
- Nyodene D (de)
- Ordo Rosarius Equilibrio
- Raison d'Être
- Section 37 (de)
- Steel Hook Prostheses (de)
- Uboa
- The Vomit Arsonist (de)
- V:XII (de)